# Менечу
Менечу (рум. Măneciu) — комуна у повіті Прахова в Румунії. До складу комуни входять такі села (дані про населення за 2002 рік):
- Гяба (2863 особи)
- Кея (362 особи)
- Костень (178 осіб)
- Кічурень (225 осіб)
- Менечу-Пеминтень (4031 особа)
- Менечу-Унгурень (2692 особи) — адміністративний центр комуни
- Минестіря-Сузана (53 особи)
- Плеєцу
- Фекеєнь (820 осіб)

Комуна розташована на відстані 97 км на північ від Бухареста, 41 км на північ від Плоєшті, 48 км на південний схід від Брашова.

## Населення
За даними перепису населення 2002 року у комуні проживали 11 224 особи.
Національний склад населення комуни:
| Національність | Кількість осіб | Відсоток |
| -------------- | -------------- | -------- |
| румуни         | 11199          | 99,8%    |
| цигани         | 14             | 0,1%     |
| угорці         | 5              | < 0,1%   |
| німці          | 2              | < 0,1%   |
| українці       | 1              | < 0,1%   |
| татари         | 1              | < 0,1%   |
| болгари        | 1              | < 0,1%   |
| греки          | 1              | < 0,1%   |

Рідною мовою назвали:
| Мова       | Кількість осіб | Відсоток |
| ---------- | -------------- | -------- |
| румунська  | 11215          | 99,9%    |
| угорська   | 4              | < 0,1%   |
| українська | 1              | < 0,1%   |
| німецька   | 1              | < 0,1%   |
| татарська  | 1              | < 0,1%   |
| болгарська | 1              | < 0,1%   |
| грецька    | 1              | < 0,1%   |

Склад населення комуни за віросповіданням:
| Релігія        | Кількість осіб | Відсоток |
| -------------- | -------------- | -------- |
| православні    | 11048          | 98,4%    |
| адвентисти     | 101            | 0,9%     |
| баптисти       | 38             | 0,3%     |
| п'ятдесятники  | 8              | 0,1%     |
| не релігійні   | 6              | 0,1%     |
| бретрени       | 5              | < 0,1%   |
| римо-католики  | 4              | < 0,1%   |
| греко-католики | 3              | < 0,1%   |
| мусульмани     | 1              | < 0,1%   |
| атеїсти        | 1              | < 0,1%   |

## Зовнішні посилання
- Дані про комуну Менечу на сайті Ghidul Primăriilor [Архівовано 4 березня 2012 у Wayback Machine.]